# Brevin Knight
Brevin Adon Knight (Livingston, Nueva Jersey, 8 de noviembre de 1975) es un exjugador profesional de baloncesto que jugó 12 temporadas en la NBA. Con 1,78 metros de estatura, jugaba en la posición de Base. Es hermano del también jugador Brandin Knight.

## Carrera

### Universidad
Knight asistió al Instituto Seton Hall en West Orange, Nueva Jersey, liderando al equipo de baloncesto al campeonato estatal de Nueva Jersey durante tres años junto con Jason Hart, Matthew Mcalinden y Shawn White. Tras dejar el instituto, acudió a la Universidad de Stanford. Knight tuvo una carrera universitaria exitosa, siendo el líder en asistencias de todos los tiempos en Stanford con 780, en robos con 298 y tercero en anotación con 1.714.

### NBA
Fue seleccionado por Cleveland Cavaliers en la 16.ª posición del Draft de la NBA de 1997. En su primera temporada, Knight lideró la NBA en robos por partido y fue nombrado en el mejor quinteto de rookies. Tras 6 partidos con los Cavs en la temporada 2000-01, fue traspasado a Atlanta Hawks, donde jugó 47 partidos antes de ser traspasado en el verano de 2001 a Memphis Grizzlies. Allí paso dos campañas, y posteriormente comenzó a deambular de equipo en equipo hasta que Charlotte Bobcats le eligió en el draft de expansión de 2004. 
En Charlotte pasa los mejores años de su carrera, promediando 10.1 puntos y 9 asistencias en su primera temporada, y 12.6 puntos y 8.8 asistencias en la segunda, llegando a firmar encuentros con más de 20 asistencias.
En agosto de 2007 firmó con Los Angeles Clippers. El 23 de julio de 2008 fue traspasado a Utah Jazz por Jason Hart.
A lo largo de su carrera promedia 7.6 puntos y 6.5 asistencias por partido.

## Estadísticas de su carrera en la NBA

### Temporada regular
| Año     | Equipo        | PJ  | PT  | MPP  | %TC  | %3P  | %TL  | RPP | APP | ROB | TPP | PPP  |
| ------- | ------------- | --- | --- | ---- | ---- | ---- | ---- | --- | --- | --- | --- | ---- |
| 1997–98 | Cleveland     | 80  | 76  | 31.0 | .441 | .000 | .801 | 3.2 | 8.2 | 2.5 | .2  | 9.0  |
| 1998–99 | Cleveland     | 39  | 38  | 30.4 | .425 | .000 | .745 | 3.4 | 7.7 | 1.8 | .2  | 9.6  |
| 1999–00 | Cleveland     | 65  | 46  | 27.0 | .412 | .200 | .761 | 3.0 | 7.0 | 1.6 | .3  | 9.3  |
| 2000–01 | Cleveland     | 6   | 0   | 15.5 | .133 | .000 | .833 | 1.2 | 4.2 | 1.0 | .2  | 1.5  |
| 2000–01 | Atlanta       | 47  | 43  | 29.0 | .385 | .100 | .817 | 3.4 | 6.1 | 2.0 | .1  | 6.9  |
| 2001–02 | Memphis       | 53  | 11  | 21.7 | .422 | .250 | .757 | 2.1 | 5.7 | 1.5 | .1  | 7.0  |
| 2002–03 | Memphis       | 55  | 4   | 16.9 | .425 | .250 | .541 | 1.5 | 4.2 | 1.2 | .0  | 3.9  |
| 2003–04 | Phoenix       | 3   | 0   | 6.3  | .333 | .000 | .000 | 1.0 | 1.3 | 1.0 | .3  | .7   |
| 2003–04 | Washington    | 32  | 12  | 18.7 | .420 | .200 | .704 | 1.9 | 3.2 | 1.6 | .0  | 4.3  |
| 2003–04 | Milwaukee     | 21  | 1   | 20.0 | .438 | .333 | .789 | 2.3 | 4.7 | 1.4 | .0  | 5.9  |
| 2004–05 | Charlotte     | 66  | 61  | 29.5 | .422 | .150 | .852 | 2.6 | 9.0 | 2.0 | .1  | 10.1 |
| 2005–06 | Charlotte     | 69  | 67  | 34.1 | .399 | .231 | .803 | 3.2 | 8.8 | 2.3 | .1  | 12.6 |
| 2006–07 | Charlotte     | 45  | 25  | 28.3 | .419 | .056 | .805 | 2.6 | 6.6 | 1.5 | .1  | 9.1  |
| 2007–08 | L.A. Clippers | 74  | 39  | 22.6 | .404 | .000 | .873 | 1.9 | 4.4 | 1.4 | .2  | 4.6  |
| 2008–09 | Utah          | 74  | 0   | 12.7 | .349 | .000 | .750 | 1.2 | 2.6 | .9  | .1  | 2.4  |
| Total   | Total         | 729 | 423 | 24.9 | .412 | .134 | .789 | 2.4 | 6.1 | 1.7 | .1  | 7.3  |

### Playoffs
| Año   | Equipo    | PJ | PT | MPP  | %TC  | %3P  | %TL  | RPP | APP | ROB | TPP | PPP |
| ----- | --------- | -- | -- | ---- | ---- | ---- | ---- | --- | --- | --- | --- | --- |
| 1998  | Cleveland | 4  | 4  | 33.0 | .286 | .000 | .600 | 4.0 | 5.8 | 2.5 | .2  | 4.5 |
| 2004  | Milwaukee | 5  | 0  | 20.2 | .261 | .000 | .818 | 2.2 | 3.4 | 2.8 | .2  | 4.2 |
| 2009  | Utah      | 5  | 0  | 3.4  | .000 | .000 | .000 | .2  | .6  | .2  | .0  | .0  |
| Total | Total     | 14 | 4  | 17.9 | .255 | .000 | .714 | 2.0 | 3.1 | 1.8 | .1  | 2.8 |